# Пэры
Пэры (фр. pairs, англ. peers; отсюда пэрство — фр. pairie, англ. peerage, от лат. pares — равные) — в Англии, а также до 1848 года во Франции — члены высшего дворянства, пользующиеся особыми политическими привилегиями.

## История
Их происхождение относится к феодальной эпохе, когда пэрами были прямые вассалы короны, пользовавшиеся привилегией суда равных себе (лат. judicium parium). В Германии пэры исчезли рано, обратившись в имперских князей; в настоящее время, если иногда и употребляется этот термин в применении к членам верхних палат Пруссии и др. германских государств, то только в обычной речи, а не официально.

## Пэры Франции[1]
Во Франции духовные и светские князья, фактически весьма различавшиеся между собой по могуществу и богатству, считали себя равными (друг другу). После смерти Карла Великого они достигли решающего влияния на ход государственных дел, и когда его династия угасла, выбрали из своей среды нового короля Гуго Капета (987 год). К этому времени пэрами признавались только герцоги Бургундский, Аквитанский и Нормандский и графы Фландрский, Тулузский и Шампанский. Гуго Капет и следующие короли присоединили к ним архиепископа Реймского и нескольких епископов, так что число пэров равнялось 12; позднее (с конца XIII века) оно значительно увеличилось. При коронационных торжествах они держали знаки королевского достоинства. Они имели постоянно свободный доступ к королю, место и голос в суде пэров, заседавшем обыкновенно в Париже, но иногда разъезжавшем вместе с королём; позднее этот суд пэров обратился в Парижский парламент.
С ростом королевской власти самостоятельное политическое значение пэров падало, пока они не обратились окончательно в высший придворный класс, имевший влияние только через посредство короля. Революция 1789 года отменила дворянство, а, следовательно, и пэров, число которых к этому времени равнялось 38 (все с герцогским достоинством). Реставрация оживила институт Пэров, создав хартией 1814 года наследственную палату пэров, являвшуюся: 1) верхней палатой парламента и 2) судом для государственных преступлений и для должностных преступлений депутатов и министров. С достоинством пэров было соединено жалованье. Король назначил 200 пэров, но потом беспрестанно прибегал к новым назначениям, чтобы влиять на палату. После июльской революции пэры были сделаны пожизненными. Революцией 1848 года институт пэров отменён.

## В Англии
Основная статья Пэрство (британская система)
Во Франции новое пэрство, зависимое от короны, не достигло и тени той самостоятельности и значения, которым оно стало пользоваться в Англии, где, начиная с наследников Вильгельма Завоевателя, пэрами были все непосредственные вассалы короны. Позднее это звание применялось только к тем из них, которые заседали в королевском совете (Curia regis) — к так называемым «Высшим баронам»  (позднелат. Barones majores). Таким образом, звание пэра было тождественно со званием члена Curia regis; когда король призывал кого-либо в последнюю, то тем самым он делал его пэром; вследствие этого различались пэры крупные землевладельцы (англ. peerage by tenure) от пэров призванных (англ. peerage by writ). История пэрства тесно связана с историей английского парламента. Звание пэра наследственно в мужском колене; попытка короны в 1856 году создать институт пожизненного пэрства оказалась неудачной, вследствие протеста палаты лордов. Она осуществилась только в 1958 году. Старший сын пэра делается пэром только со смертью отца; таким образом не все лорды являются пэрами. Точно так же не все члены палаты лордов признаются пэрами; на лордов духовных это звание не распространяется. В свою очередь, не все пэры фактически являются членами палаты лордов; некоторые, а именно пэры шотландские и ирландские, являются членами палаты только потенциально, т. е. могут вступить в палату по избранию (см. Лорды и Парламент). Число английских пэров неограниченно и постоянно растёт, вследствие новых возведений в это достоинство; от права возведения в достоинство шотландских пэров корона отказалась в 1707 году; один новый ирландский пэр назначается, когда вымирают три старых рода. С конца XVIII века, с появлением и ростом торгово-промышленной буржуазии, сила и влияние пэров падают, и палата лордов, где они заседают, отодвигается на задний план. Все старые привилегии пэров, кроме одной — наследственного права заседать в парламенте, — в настоящее время[когда?] исчезли.